# Europäischer Verteidigungsfonds
Der Europäische Verteidigungsfonds (EVF) (englisch European Defence Industrial Development Programme, Abkürzung: EDIDP, auch European Defence Fund (EDF)) wurde 2017 zur Förderung von Kooperation und grenzüberschreitender Zusammenarbeit der Rüstungsindustrie innerhalb der EU im Hinblick auf das Fernziel einer EU-Verteidigungsunion (Europaarmee) geschaffen. Zunächst waren 5,5 Milliarden Euro pro Jahr vorgesehen. Im März 2019 wurde für die Finanzjahre 2019/20 eine Finanzierung von ca. 500 Millionen Euro beschlossen, mit denen die bislang 34 gemeinsamen Projekte kofinanziert werden sollen. Der Europäische Verteidigungsfonds wird die nationalen Verteidigungsinvestitionen koordinieren, ergänzen und verstärken. 20 % der Finanzierung erfolgt aus dem Verteidigungsfonds, die nationalen Haushalte der teilnehmenden EU-Mitgliedstaaten finanzieren 80 % der Projekte.
Im April 2021 hat das Europaparlament den Verteidigungsfonds endgültig beschlossen. Er wurde für die Jahre 2021 bis 2027 mit rund 7,95 Milliarden Euro ausgestattet. Davon sind rund 2,65 Milliarden Euro für Forschung vorgesehen, 5,3 Milliarden Euro für die konkrete Entwicklung von „verteidigungsbezogenen Produkten und Technologien“. Die Fraktion Die Linke im Bundestag hat gegen den Fonds eine Organklage beim Bundesverfassungsgericht eingereicht.